# Tuffi ai campionati mondiali di nuoto 2019
Le gare di tuffi ai campionati mondiali di nuoto 2019 si sono svolte dal 12 al 24 luglio 2019, presso il Nambu International Aquatics Centre e l'università Chosun, nella città di Gwangju. Sono state disputate un totale di 15 gare: 6 maschili, 6 femminili e 3 miste.

## Calendario
| Data           | Ora (UTC+9) | Evento                                         |
| -------------- | ----------- | ---------------------------------------------- |
| 12 luglio 2019 | 11:00       | Eliminatorie trampolino 1 m maschile           |
| 12 luglio 2019 | 15:30       | Eliminatorie trampolino 1 m femminile          |
| 13 luglio 2019 | 10:00       | Eliminatorie trampolino 3 m sincro maschile    |
| 13 luglio 2019 | 13:00       | Finale piattaforma 10 m misti                  |
| 13 luglio 2019 | 15:30       | Finale trampolino 1 m femminile                |
| 13 luglio 2019 | 20:45       | Finale trampolino 3 m sincro maschile          |
| 14 luglio 2019 | 10:00       | Eliminatorie piattaforma 10 m sincro femminile |
| 14 luglio 2019 | 15:30       | Finale trampolino 1 m maschile                 |
| 14 luglio 2019 | 20:45       | Finale piattaforma 10 m sincro femminile       |
| 15 luglio 2019 | 10:00       | Eliminatorie trampolino 3 m sincro femminile   |
| 15 luglio 2019 | 13:00       | Eliminatorie piattaforma 10 m sincro maschile  |
| 15 luglio 2019 | 15:30       | Finale trampolino 3 m sincro femminile         |
| 15 luglio 2019 | 20:45       | Finale piattaforma 10 m sincro maschile        |
| 16 luglio 2019 | 10:00       | Eliminatorie piattaforma 10 m femminile        |
| 16 luglio 2019 | 15:30       | Semifinale piattaforma 10 m femminile          |
| 16 luglio 2019 | 20:45       | Finale squadra mista                           |
| 17 luglio 2019 | 10:00       | Eliminatorie trampolino 3 m maschile           |
| 17 luglio 2019 | 15:30       | Semifinale trampolino 3 m maschile             |
| 17 luglio 2019 | 20:45       | Finale piattaforma 10 m femminile              |
| 18 luglio 2019 | 10:00       | Eliminatorie trampolino 3 m femminile          |
| 18 luglio 2019 | 15:30       | Semifinale trampolino 3 m femminile            |
| 18 luglio 2019 | 20:45       | Finale trampolino 3 m maschile                 |
| 19 luglio 2019 | 10:00       | Eliminatorie piattaforma 10 m maschile         |
| 19 luglio 2019 | 15:30       | Semifinale piattaforma 10 m maschile           |
| 19 luglio 2019 | 20:45       | Finale trampolino 3 m femminile                |
| 20 luglio 2019 | 15:30       | Finale trampolino 3 m misti                    |
| 20 luglio 2019 | 20:45       | Finale piattaforma 10 m maschile               |
| 22 luglio 2019 | 11:30       | Eliminatorie grandi altezze 20 m femminile     |
| 22 luglio 2019 | 14:00       | Eliminatorie grandi altezze 27 m maschile      |
| 23 luglio 2019 | 12:00       | Finale grandi altezze 20 m femminile           |
| 24 luglio 2019 | 12:00       | Finale grandi altezze 27 m maschile            |

## Podi

### Uomini
| Evento                      | Oro                      | Punteggio | Argento                                      | Punteggio | Bronzo                                    | Punteggio |
| Tuffi individuali           |                          |           |                                              |           |                                           |           |
| Trampolino 1 m (dettagli)   | Wang Zongyuan            | 440,25    | Rommel Pacheco                               | 420,15    | Peng Jianfeng                             | 415,00    |
| Trampolino 3 m (dettagli)   | Xie Siyi                 | 545,45    | Cao Yuan                                     | 517,85    | Jack Laugher                              | 504,55    |
| Piattaforma 10 m (dettagli) | Yang Jian                | 598,65    | Yang Hao                                     | 585,75    | Oleksandr Bondar                          | 541,05    |
| Tuffi sincronizzati         |                          |           |                                              |           |                                           |           |
| Trampolino 3 m (dettagli)   | Cina Cao Yuan Xie Siyi   | 439,74    | Gran Bretagna Daniel Goodfellow Jack Laugher | 415,02    | Messico Yahel Castillo Juan Manuel Celaya | 413,94    |
| Piattaforma 10 m (dettagli) | Cina Cao Yuan Chen Aisen | 486,93    | Russia Oleksandr Bondar Viktor Minibaev      | 444,60    | Gran Bretagna Tom Daley Matthew Lee       | 425,91    |
| Grandi altezze              |                          |           |                                              |           |                                           |           |
| Grandi altezze (dettagli)   | Gary Hunt                | 442,20    | Steven LoBue                                 | 433,55    | Jonathan Paredes                          | 430, 15   |

### Donne
| Evento                      | Oro                       | Punteggio | Argento                                       | Punteggio | Bronzo                                      | Punteggio |
| Tuffi individuali           |                           |           |                                               |           |                                             |           |
| Trampolino 1 m (dettagli)   | Chen Yiwen                | 285,45    | Sarah Bacon                                   | 262,00    | Kim Su-ji                                   | 257,20    |
| Trampolino 3 m (dettagli)   | Shi Tingmao               | 391,00    | Wang Han                                      | 372,85    | Maddison Keeney                             | 367,05    |
| Piattaforma 10 m (dettagli) | Chen Yuxi                 | 439,00    | Lu Wei                                        | 377,80    | Delaney Schnell                             | 364,20    |
| Tuffi sincronizzati         |                           |           |                                               |           |                                             |           |
| Trampolino 3 m (dettagli)   | Cina Shi Tingmao Wang Han | 342,00    | Canada Jennifer Abel Mélissa Citrini-Beaulieu | 311,10    | Messico Paola Espinosa Melany Hernández     | 294,90    |
| Piattaforma 10 m (dettagli) | Cina Lu Wei Zhang Jiaqi   | 345,24    | Malaysia Mun Yee Leong Pandelela Rinong       | 312,72    | Stati Uniti Samantha Bromberg Katrina Young | 304,86    |
| Grandi altezze              |                           |           |                                               |           |                                             |           |
| Grandi altezze (dettagli)   | Rhiannan Iffland          | 298,05    | Adriana Jiménez                               | 297,90    | Jessica Macaulay                            | 295,40    |

### Misti
| Evento                      | Oro                                      | Punteggio | Argento                                    | Punteggio | Bronzo                                      | Punteggio |
| Tuffi sincronizzati         |                                          |           |                                            |           |                                             |           |
| Trampolino 3 m (dettagli)   | Australia Matthew Carter Maddison Keeney | 304,86    | Canada François Imbeau-Dulac Jennifer Abel | 304,08    | Germania Lou Massenberg Tina Punzel         | 301,62    |
| Piattaforma 10 m (dettagli) | Cina Lian Junjie Si Yajie                | 346,14    | Russia Viktor Minibaev Ekaterina Beljaeva  | 311,28    | Messico José Balleza Isaias María Sánchez   | 287,64    |
| Squadra (dettagli)          | Cina Yang Jian Lin Shan                  | 416,65    | Russia Sergej Nazin Julija Timošinina      | 390,05    | Stati Uniti Andrew Capobianco Katrina Young | 357,60    |

## Medagliere
| Pos.   | Paese         | Oro | Argento | Bronzo | Totale |
| ------ | ------------- | --- | ------- | ------ | ------ |
| 1      | Cina          | 12  | 4       | 1      | 17     |
| 2      | Australia     | 2   | 0       | 1      | 3      |
| 3      | Gran Bretagna | 1   | 1       | 3      | 5      |
| 4      | Russia        | 0   | 3       | 1      | 4      |
| 5      | Messico       | 0   | 2       | 4      | 5      |
| 6      | Stati Uniti   | 0   | 2       | 3      | 5      |
| 7      | Canada        | 0   | 2       | 0      | 2      |
| 8      | Malaysia      | 0   | 1       | 0      | 1      |
| 9      | Corea del Sud | 0   | 0       | 1      | 1      |
| 9      | Germania      | 0   | 0       | 1      | 1      |
| Totale | Totale        | 15  | 15      | 15     | 45     |